# メガパーセク
メガパーセク（めが ぱーせく、megaparsec）とは、長さを表す単位の一つである。

## 解説
主に天体の距離を示す際に用いられる。
1メガパーセク=100万パーセク=約326万光年であり、局部銀河群に属す銀河の距離を表す際などに利用される。（10^6pc=1Mpc）